# Надіров Вугар Ершад-огли
Вугар Надіров (азерб. Vüqar Nadirov, нар. 15 червня 1987, Агдам) — азербайджанський футболіст, нападник клубу «Карабах» та національної збірної Азербайджану.
Дворазовий чемпіон Азербайджану та володар Кубка Азербайджану.

## Клубна кар'єра
У дитинстві виступав у футбольній команді «Гянджлік-95» з міста Сумгаїт. Професійну клубну кар'єру розпочав у 14 років в 2001 році з виступів в команді «Карабах-Азерсун» (Агдам) за який зіграв у 42 матчах чемпіонату.
Своєю грою за цю команду привернув увагу представників тренерського штабу клубу «Хазар-Ленкорань», до складу якого приєднався 2005 року. Відіграв за команду з Ленкорані наступні два сезони своєї ігрової кар'єри. Більшість часу, проведеного у складі ланкаранського «Хазара», був основним гравцем атакувальної ланки команди і допоміг команді в сезоні 2006/07 зробити золотий дубль. Всього за клуб провів 48 матчів та забив 5 голів. Першу половину 2008 року на правах оренди грав за клуб «Масалли».
З літа 2008 року один сезон захищав кольори команди клубу «Карван». Граючи у складі «Карвана» також здебільшого виходив на поле в основному складі команди.
До складу клубу «Карабах» приєднався влітку 2009 року. Відтоді встиг відіграти за команду з Агдама 143 матчі в національному чемпіонаті і в сезоні 2013-14 виграти друге в своїй кар'єрі національне чемпіонство.

## Виступи за збірну
Вугар Надіров став наймолодшим футболістом, який коли-небудь одягав форму національної збірної Азербайджану. Це сталося 12 лютого 2004 року під час зустрічі проти збірної Ізраїлю. На момент дебюту за збірну Надірову було всього 16 років 248 днів. Однак 11 жовтня 2008 року інший молодий та перспективний азербайджанський футболіст Араз Абдуллаєв побив рекорд Надірова, вийшовши на поле в Гельсінкі під час відбіркового матчу чемпіонату світу 2010 проти Фінляндії у віці 16 років 176 днів. Попередній рекорд був перевершений на 72 дня.
Наразі Надіров провів у формі головної команди країни 55 матчів, забивши 4 голи.

## Титули і досягнення
- Чемпіон Азербайджану (2):

«Хазар-Ленкорань»: 2006-07
«Карабах»: 2013-14
- Володар Кубка Азербайджану (1):

«Хазар-Ленкорань»: 2006-07